# Jja-ijji-aen A-ni
Jja-ijji-aen A-ni (再见阿妮S, lett. "Addio, Ani!"), conosciuto anche con il titolo internazionale in lingua inglese Goodbye, Ani!, è un film del 2015 diretto da Kwak Jae-Yong, rifacimento della pellicola sudcoreana del 2007 Du eolgurui yeochin.

## Trama
Gu-chang è un ventinovenne irrealizzato, che incontra casualmente la ragazza dei suoi sogni, Ani, salvo scoprire in seguito che la giovane soffre di disturbo dissociativo dell'identità.